# Michael Sembello
Michael Andrew Sembello (* 17. April 1954 in Philadelphia, Pennsylvania) ist ein amerikanischer Gitarrist, Sänger und Komponist. Sein bekanntester Song ist der Titel Maniac aus dem Film Flashdance.

## Leben
Im Alter von neun Jahren begann Michael Sembello, Gitarre zu lernen und favorisierte Jazz als seinen Stil. Mit vierzehn Jahren studierte er mit den Gitarren-Legenden Pat Martino und Chuck Anderson. Kurz vor seinem High-School-Abschluss mit siebzehn Jahren wurde er von Stevie Wonder für dessen Band engagiert und arbeitete als Studiogitarrist. Unter anderem wirkte er an Produktionen für Sérgio Mendes, The Jackson 5, Stephen Bishop, Randy Crawford, Michael Jackson, The Temptations, Diana Ross, Chaka Khan, Barbra Streisand, Stanley Clarke und Donna Summer mit.
Der Horrorfilmfan Michael Sembello, der sieben Sprachen spricht, schrieb ein Lied über eine geisteskranke Frau, die anderen Leuten die Arme abhackt, nannte es Maniac und hoffte, es in einem Horrorfilm unterbringen zu können. Als er Material für den Flashdance-Soundtrack einreichen sollte, schickte er versehentlich Maniac mit. Ausgerechnet dieser Song gefiel den Verantwortlichen besonders gut, also schrieb Sembello einen neuen, tanzfilmtauglichen Text, und sein Titel wurde Teil des Soundtracks.
Im Sog des Erfolgs des Films erreichte Maniac im September 1983 die Spitze der US-Charts und blieb dort für zwei Wochen. Für seinen Beitrag zu dem mit sechsfach Platin ausgezeichneten Soundtrack wurde er 1983 mit einem Grammy geehrt. Im gleichen Jahr erschien unter dem Titel Bossa Nova Hotel sein Debütalbum als Solokünstler, auf dem auch Maniac enthalten war.
Im Anschluss wirkte Sembello an mehreren Soundtracks für Spielfilme mit, darunter Gremlins – Kleine Monster, Corrina, Corrina und Flipper (1996). Er schrieb und produzierte Songs für Chaka Khan, George Benson, Gerardo, New Edition, The Temptations und Donna Summer.
1992 erschien das Album Caravan of Dreams, auf dem West-Coast-Sound mit malaysischen und indonesischen mystischen Grooves gemischt war. Damit hatte Sembello besonders in Asien Erfolg. Fortan konzentrierte er sich auf fernöstliche und spirituelle Musik.

## Diskografie

### Studioalben
| Jahr | Titel Musiklabel              | Höchstplatzierung, Gesamtwochen, AuszeichnungChartplatzierungen (Jahr, Titel, Musiklabel, Platzierungen, Wochen, Auszeichnungen, Anmerkungen) | Höchstplatzierung, Gesamtwochen, AuszeichnungChartplatzierungen (Jahr, Titel, Musiklabel, Platzierungen, Wochen, Auszeichnungen, Anmerkungen) | Anmerkungen                                                     |
| Jahr | Titel Musiklabel              | US | R&B | Anmerkungen                                                     |
| ---- | ----------------------------- | --- | --- | --------------------------------------------------------------- |
| 1983 | Bossa Nova Hotel Warner 29320 | US80 (11 Wo.)US | R&B53 (6 Wo.)R&B | Erstveröffentlichung: 25. September 1983 Produzent: Phil Ramone |

Weitere Studioalben
- 1986: Without Walls (A&M 5044)
- 1992: Caravan of Dreams (Polydor 1252)
- 1997: Backwards in Time (Columbia 80474)
- 2003: The Lost Years (Frontiers 1252)

### Singles
| Jahr | Titel Album                                       | Höchstplatzierung, Gesamtwochen, AuszeichnungChartplatzierungen (Jahr, Titel, Album, Platzierungen, Wochen, Auszeichnungen, Anmerkungen) | Höchstplatzierung, Gesamtwochen, AuszeichnungChartplatzierungen (Jahr, Titel, Album, Platzierungen, Wochen, Auszeichnungen, Anmerkungen) | Höchstplatzierung, Gesamtwochen, AuszeichnungChartplatzierungen (Jahr, Titel, Album, Platzierungen, Wochen, Auszeichnungen, Anmerkungen) | Höchstplatzierung, Gesamtwochen, AuszeichnungChartplatzierungen (Jahr, Titel, Album, Platzierungen, Wochen, Auszeichnungen, Anmerkungen) | Höchstplatzierung, Gesamtwochen, AuszeichnungChartplatzierungen (Jahr, Titel, Album, Platzierungen, Wochen, Auszeichnungen, Anmerkungen) | Höchstplatzierung, Gesamtwochen, AuszeichnungChartplatzierungen (Jahr, Titel, Album, Platzierungen, Wochen, Auszeichnungen, Anmerkungen) | Anmerkungen                                                                                                   |
| Jahr | Titel Album                                       | DE | CH | UK | US | R&B | Dance | Anmerkungen                                                                                                   |
| ---- | ------------------------------------------------- | --- | --- | --- | --- | --- | --- | --- |
| 1983 | Maniac Bossa Nova Hotel / Flashdance (Soundtrack) | DE6 Gold · (20 Wo.)DE | CH2 (13 Wo.)CH | UK43 Gold · (8 Wo.)UK | US1 (22 Wo.)US | — | Dance6 (15 Wo.)Dance | Erstveröffentlichung: Mai 1983 vom Soundtrack des Films Flashdance Autoren: Michael Sembello, Dennis Matkosky |
| 1983 | Automatic Man Bossa Nova Hotel                    | DE66 (3 Wo.)DE | — | — | US34 (10 Wo.)US | — | — | Erstveröffentlichung: September 1983 Autoren: Michael Sembello, David Batteau, Danny Sembello                 |
| 1986 | Wonder Where You Are Without Walls                | — | — | — | — | R&B79 (4 Wo.)R&B | — | Erstveröffentlichung: August 1986 Autoren: Michael Sembello, Danny Sembello                                   |

Weitere Singles
- 1982: Summer Lovers
- 1984: Talk
- 1984: Gremlins … Mega Madness
- 1985: Gravity
- 1986: Tear Down the Walls
- 1992: Heavy Weather
- 1995: Reach for the Dream
- 2002: Maniac 2002 (Re-Turn feat. Michael Sembello)
- 2005: Maniac (Sharp Boys feat. Michael Sembello und Megan)

## Auszeichnungen für Musikverkäufe
| Platin-Schallplatte - Dänemark - 2025: für die Single Maniac - Italien - 2024: für die Single Maniac - Spanien - 2024: für die Single Maniac |

Anmerkung: Auszeichnungen in Ländern aus den Charttabellen bzw. Chartboxen sind in ebendiesen zu finden.
| Land/RegionAuszeichnungen für Musikverkäufe (Land/Region, Auszeichnungen, Verkäufe, Quellen) | Gold     | Platin     | Verkäufe | Quellen             |
| -------------------------------------------------------------------------------------------- | -------- | ---------- | -------- | ------------------- |
| Dänemark (IFPI)                                                                              | —        | Platin1    | 90.000   | ifpi.dk             |
| Deutschland (BVMI)                                                                           | Gold1    | —          | 300.000  | musikindustrie.de   |
| Italien (FIMI)                                                                               | —        | Platin1    | 100.000  | fimi.it             |
| Spanien (Promusicae)                                                                         | —        | Platin1    | 60.000   | elportaldemusica.es |
| Vereinigtes Königreich (BPI)                                                                 | Gold1    | —          | 400.000  | bpi.co.uk           |
| Insgesamt                                                                                    | 2× Gold2 | 3× Platin3 |          |                     |